# 女巡按 (电视剧)
女巡按是1998年中视播出的台湾古装电视剧，杨佩佩担任制作人。
剧集由《女巡按》、《救风尘》、《真假公主》、《酒国情缘》、《铁面无私》、《闯天关》组成。主演孙翠凤因本剧在中国大陆获得知名度:61。

## 演員表
主要演員
| 角色   | 演员   | 简介                                                               | 配音 |
| 孙翠凤 | 包秀秀 | 40歲 文必正元配。文小寶親娘。後與劉非於<酒國情緣>產生情愫。        |      |
| 陈道明 | 劉 非  | 35歲 文必正師爺。後與包秀秀於<酒國情緣>產生情愫                    |      |
| 張鐵林 | 文必正 | 巡按大人。本為一窮秀才，後上京赴考高中狀元而受皇上任命為八府巡按。 |      |
| 翁 虹  | 孟如憶 | 原是妓女，後嫁給文必正，為文必正小妾                               |      |
| 李立群 | 潞王   | 王爺。居心叵測有謀反之心，後被秀秀等人合力誅除。                   |      |
| 葛蕾   | 風四娘 | 孟如憶青樓姐妹                                                     |      |

第一單元《女巡按》